# Kultura kyjatycka
Kultura kyjatycka (słow. kyjatická kultúra, węg. kiétei kultúra) – jedna z kultur archeologicznych późnej epoki brązu w centralnej części Europy, zaliczana do południowo-wschodniego rejonu kręgu kultur pól popielnicowych. Uznawana jest często za młodszą formę kultury pilińskiej na obszarze południowej części dzisiejszej środkowej i wschodniej Słowacji oraz na przyległych północnych terenach dzisiejszych Węgier. Nazwa pochodzi od znaleziska w dawnej górniczej miejscowości Kyjatice, leżącej w powiecie Rymawska Sobota na Słowacji.
Rozwinęła się ok. 1100 r. p.n.e. (przełom H A1 i H A2) w wyniku przenikania się wpływów kultur: pilińskiej, łużyckiej i gawskiej. Funkcjonowała do ok. 750/700 r. p.n.e. (koniec H B2).
Ludność kultury kyjatyckiej mieszkała w siedzibach dwojakiego charakteru. Na terenach nizinnych były to otwarte osiedla, zamieszkiwane przez rolników, hodowców i myśliwych (np. Radzovce w powiecie Łuczeniec). Na terenach wyżynnych były to obronne grodziska, których mieszkańcy zajmowali się głównie produkcją brązu i wytwarzaniem wyrobów z tego stopu oraz innymi pierwotnymi rzemiosłami (np. szczyt Lysec, Maginhrad, Pohanský vrch przy Horných Plachtinciach, Včelince nad Slaną). Szeroko wykorzystywane były jaskinie na obszarze Krasu Słowacko-Węgierskiego (jaskinie koło Miszkolca, Jaskinia Majdova-Hraškova, Zbojnícka jaskyňa, Kostrová jaskyňa, Jaskinia Jasovská, Silická ľadnica, Chvalovská jaskyňa), jednak raczej do celów kultowych niż mieszkalnych. Wśród licznych znalezisk z jaskiń należy wymienić maski z ludzkich i zwierzęcych czaszek, zapewne mające związek z magią.
Zmierzch kultury kyjatyckiej z końcem epoki brązu wyznacza kres trwającego ok. 2700 lat okresu nieprzerwanego pobytu ludzi w rejonie Krasu Słowacko-Morawskiego. Po jej zaniku tereny te przez następnych 200 lat pozostawały niezamieszkane, jedynie na ich północnym skraju w dalszym ciągu rozwijała się kultura łużycka.